# Манзала (озеро)
Ма́нзала (повн.назва Бухайрат ель-Манзіла, араб. بحيرة المنزلة) — велике солоне озеро на північному сході Єгипту (найбільше в Єгипті), на захід від Порт-Саїд та на схід від Дум'ята, у дельті Нілу, за декілька км від стародавніх руїн Танісу. Це найбільше з північних дельтових озер Єгипту. На 2008, воно мало 47 км завдовжки і 30 км завширшки.

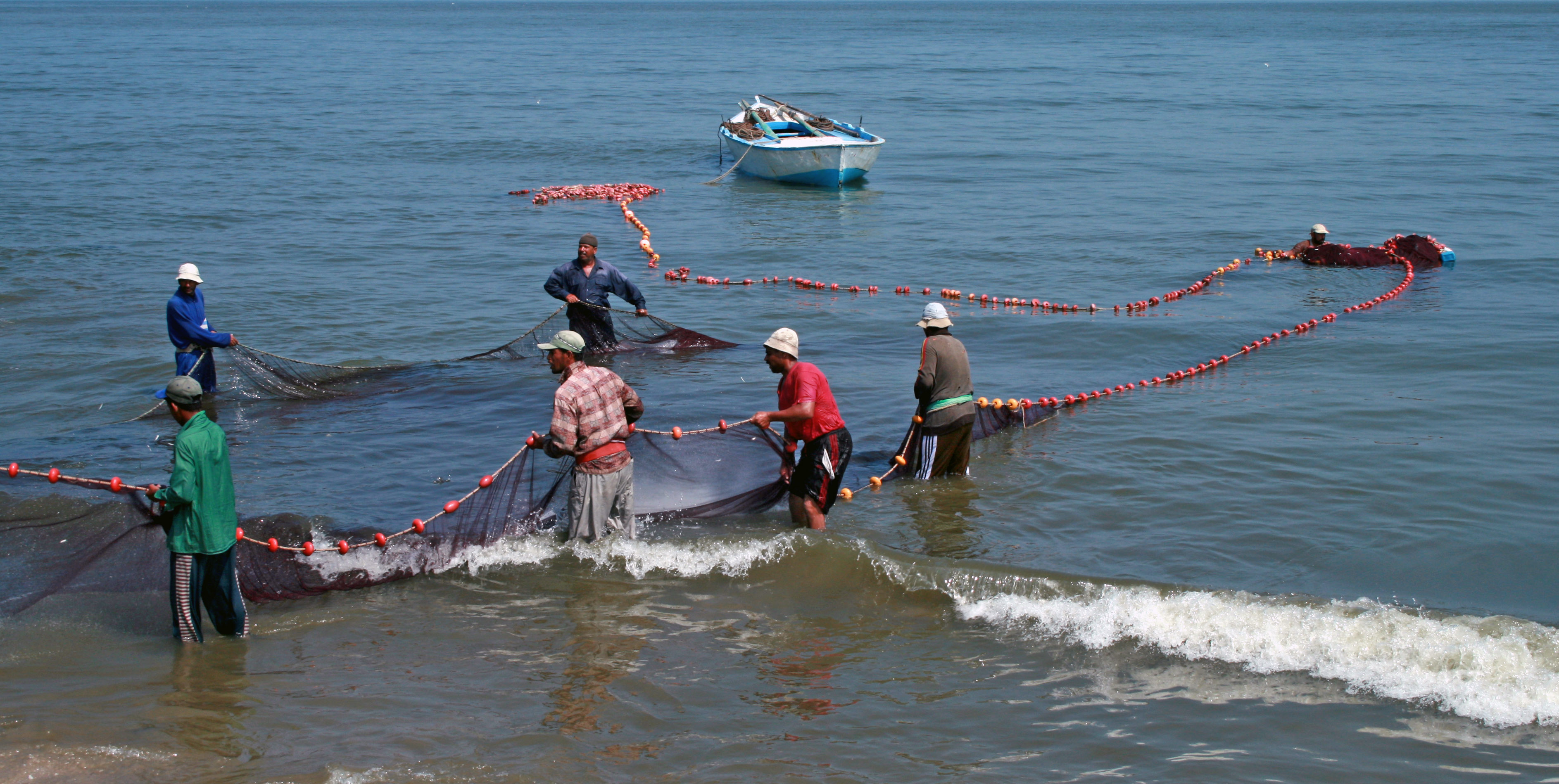
Манзала

Озеро має велику площу (1360 км²), але не глибоке (до 1,2 м). Під час будівництва Суецького каналу, трасу проходження каналу поглибили на відстані 29 миль. Його підмурівок є м'яка глина. До будівництва Суецького каналу, озера Манзала було відокремлено від Середземного моря на піщаною косою завширшки від до 250 м. За водні ресурси озера відповідає міська рада міста Манзала. Береги сильно порізані та заболочені.
Озеро Манзала є найпівнічнішим з трьох природних озер, що перетинає Суецький канал, два інших — Тимсах і Велике Гірке озеро.
На озері розвинуте рибальство. Озеро Манзала має величезний інтерес для орнітологів. Тут гніздяться чапля, косар, пелікан, фламінго та білий лелека.